# Colton (Dakota del Sur)
Colton es una ciudad ubicada en el condado de Minnehaha en el estado estadounidense de Dakota del Sur. En el Censo de 2010 tenía una población de 687 habitantes y una densidad poblacional de 378,39 personas por km².

## Geografía
Colton se encuentra ubicada en las coordenadas 43°47′15″N 96°55′43″O / 43.78750, -96.92861. Según la Oficina del Censo de los Estados Unidos, Colton tiene una superficie total de 1.82 km², de la cual 1.82 km² corresponden a tierra firme y (0%) 0 km² es agua.

## Demografía
Según el censo de 2010, había 687 personas residiendo en Colton. La densidad de población era de 378,39 hab./km². De los 687 habitantes, Colton estaba compuesto por el 98.4% blancos, el 0.15% eran afroamericanos, el 0.73% eran amerindios, el 0% eran asiáticos, el 0% eran isleños del Pacífico, el 0% eran de otras razas y el 0.73% pertenecían a dos o más razas. Del total de la población el 0.73% eran hispanos o latinos de cualquier raza.